# U-30 (Kriegsmarine)
De U 30 was een Duitse VIIA-klasse U-boot tijdens de Tweede Wereldoorlog.
Deze onderzeeër stond in het begin van de oorlog onder bevel van luitenant-ter-zee Fritz-Julius Lemp.

## Geschiedenis

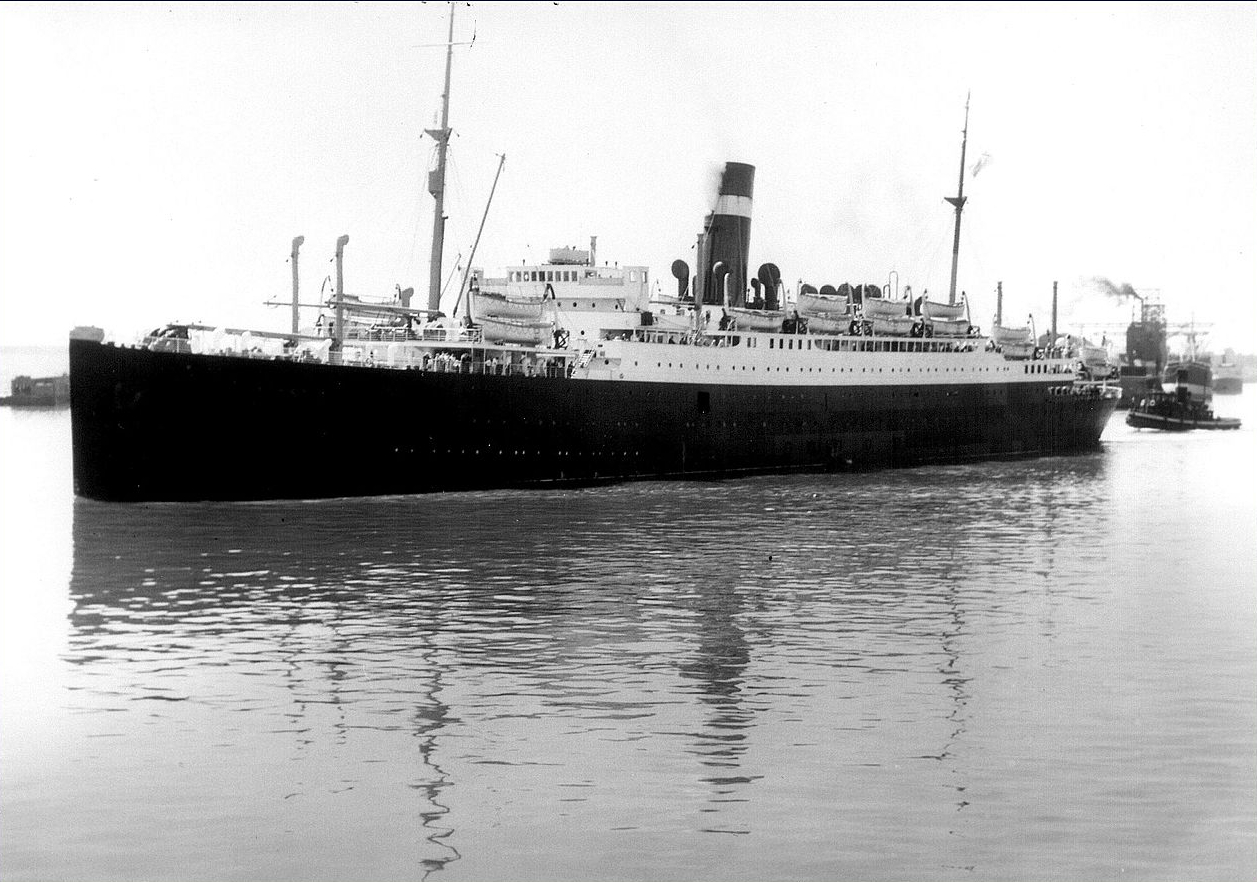
SS Athenia

Toen op 3 september Frankrijk en het Verenigd Koninkrijk de oorlog aan nazi-Duitsland verklaarden, was luitenant-ter-zee Lemp, commandant van de U 30, op verkenning in de Noord Atlantische Oceaan. De oorlog was nog maar enkele uren oud toen Lemp een passagiersschip opmerkte dat volgens hem buiten de normale scheepvaartroutes voer. Het schip voer geen navigatielichten en volgde een zigzag koers. Lemp besloot dat het een troepentransportschip was en geen passagiersschip. Dit zou eigenlijk niets te vrezen hebben maar het gedroeg zich, volgens Lemp, niet normaal door zijn zigzagkoers. Daarmee stelde de Duitse commandant vast, dat het een Brits troepentransportschip was. Dit was echter een inschattingsfout aangezien het wel degelijk een Brits passagiersschip was, namelijk de Athenia, die onderweg was van Groot-Brittannië naar de Verenigde Staten.
Luitenant-ter-zee Lemp stelde overtuigd vast dat het de nieuwe vijand was, en vond dat hij het recht had tot actie over te gaan. De U 30 lanceerde zijn torpedo's die alle het Britse passagiersschip troffen. De explosie's waren enorm waardoor de Athenia snel zonk en van de 1103 opvarende 128 mensen om het leven kwamen. De meeste slachtoffers waren burgers. Het was pas toen de Athenia het SOS noodsignaal begon uit te zenden dat Lemp wist dat het om een passagiersschip ging. Die fout kostte hem bijna zijn carrière.
De Britten beschuldigden de Duitsers er onmiddellijk van dat ze in flagrante strijd met de internationale overeenkomsten een onbeperkte duikbootoorlog voerden. De Duitse regering wees die beschuldiging echter van de hand, en aangezien Lemp noch zijn radioman Georg Högel melding maakte van het gebeuren in hun radiorapporten, kwam de waarheid pas eind september aan het licht toen de U 30 de thuishaven binnenliep en Lemp persoonlijk verslag uitbracht aan admiraal Dönitz.

### HMS Barham

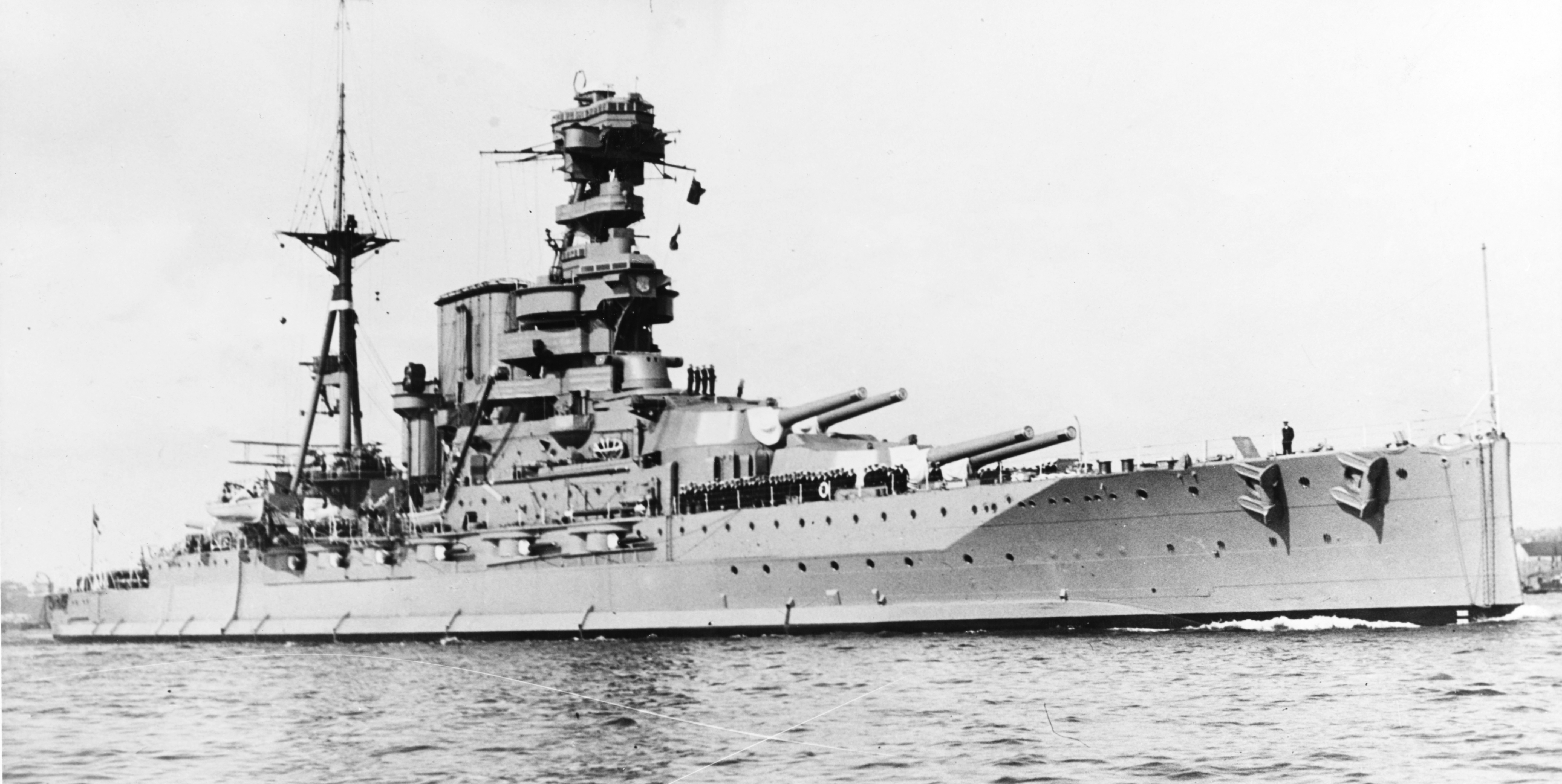
HMS Barham

Op 28 december 1939, om 15:45 werd de HMS Barham (04), onder bevel van kapitein-ter-zee H. T. C. Walker, Royal Navy, aan bakboordzijde getroffen door een torpedo, van de U 30, op 66 zeemijl ten westen van Butt of Lewis, Hebriden, in positie 58° 47′ 0″ NB, 8° 5′ 0″ WL en ernstig beschadigd. Vier bemanningsleden verloren het leven. De HMS Barham werd voor zes maanden uit dienst gesteld voor de nodige reparaties uit te voeren.

## GebeurtenissenU 30
14 september 1939 - Een geallieerd vliegtuig van het British Blackburn Skua Squadron 803, viel de U 30 aan. Die schoot terug met zijn dekkanon en haalde de bommenwerper neer, nog voordat hij zijn bommen had gelost.
19 september 1939 - De U-boot bracht een gewonde man aan land in Reykjavik, IJsland. Dit was de machineobergefreiter (machinekamer-opper-korporaal) Schmidt.
7 juli 1940 - De U 30 legde als eerste Duitse U-boot aan in de pas veroverde Franse onderzeebootbasis Lorient.

## Commandanten
- 8 Okt, 1936 - 31 Okt, 1938: Kptlt. Hans Cohausz
- 15 Feb, 1938 - 17 Aug, 1938: Hans Pauckstadt
- Nov, 1938 - Sep, 1940: Kptlt. Fritz-Julius Lemp (Ridderkruis)
- Sep, 1940 - 31 Maart, 1941: Robert Prützmann
- 1 Apr, 1941 - Apr, 1941: Paul-Karl Loeser
- Apr, 1941 - 22 Apr, 1941: Hubertus Purkhold
- 23 Apr, 1941 - 9 Maart, 1942: Oblt. Kurt Baberg
- 10 Maart, 1942 - 4 Okt, 1942: Oblt. Hermann Bauer
- 5 Okt, 1942 - 16 Dec, 1942: Franz Saar
- Mei, 1943 - 1 Dec, 1943: Oblt. Ernst Fischer
- 2 Dec, 1943 - 14 Dec, 1944: Oblt. Ludwig Fabricius
- 17 Jan, 1945 - 23 Jan, 1945: Oblt. Günther Schimmel